# Kvanløse
 Ikke at forveksle med Vanløse.
Kvanløse er en lille landsby på Nordvestsjælland med 261 indbyggere  (2024), beliggende i Kvanløse Sogn 9 kilometer syd for Holbæk. Kvanløse hører til Holbæk Kommune og ligger i Region Sjælland.
Byen passeres af Kalundborgmotorvejen (primærrute 23) der går imellem Elverdam og Dramstrup og primærrute 57 der går imellem Holbæk og Sorø.

## Etymologi
Navnet Kvanløse består af "kvan" og "-løse". Kvan er formodentlig planten kvan. 'Løse' kan være afledt af "lysning"; således at Kvanløse skulle betyde "lysningen med kvan-planter". "Kvanløse" formodes at være den oprindelige form af Vanløse.

## Erhvervsliv
På adressen Ringstedvej 208 lå Købmand Tusindfryd, indtil de i foråret 2010 måtte dreje nøglen om. I august 2010 åbnede den dengang kun 22-årige Anita Ragnhild Pedersen købmanden Ragnhild's, hvor der sælges morgenbrød, smørrebrød og almindelige købmandsvarer - ikke mindst til de mange, der passerer butikken på vej 57. På adressen 196 finder man Midtsjællands Golfklub med moderne klubhus og andre gode faciliteter. På adressen Ringstedvej 178A ligger Skandinaviens største krukkemarked: Farmshop Enggaarden. I løbet af få år har virksomheden etableret sig som en stor succes, der er kendt vidt omkring. Derudover er der en række andre mindre erhvervsdrivende.

## Danmarks første selvkørende vejstribemaskine
1906 opførte smed brødrene Peder Christian Pedersen, Lars Peter Pedersen og Alfred Pedersen en maskinfabrik på matr. nr. 41c i Kvanløse under firmanavnet Kvanløse Maskinfabrik, Brødrene Pedersen. Lars Peter startede to år efter i 1908 sin egen maskinfabrik i Ugerløse i, mens de to andre fortsat drev fabrikken i Kvanløse. De fremstillede landbrugsmaskiner og vindmøller. I 1913 døde Peder Christian af et hjerteslag og Alfred fortsatte alene. Han solgte i 1930 fabrikken til Harald Clemmesen, der var en dygtig smed og fabrikant, så Kvanløse Maskinfabrik vedblev med at have en stor omsætning. I 1948 købte Harald Clemmensen Landspergs en anden maskinfabrik i Holbæk og solgte derimod Kvanløse Maskinfabrik til ingeniør Poul E. Christensen fra Kastrup. Han reparerede landbrugsmaskiner, installerede malkemaskineanlæg og producerede forskellige luftkompressorer, som blev solgt i Danmark og eksporteret til Egypten. I 1959 startede Poul E. Christensen som faglærer på Teknisk Skole i Holbæk, hvor han 4 år efter blev fuldtidsansat. Hans søn Jørgen forpagtede fabrikken, indtil han købte den omkring 1965. Han fortsatte med at fremstille kompressorer, men var også underleverandør til bl.a. President i Holbæk. Han døde i 1991. Fabrikken var i nogle år udlejet til Poul Erik Mortensen, men blev i 1993 solgt til den nuværende ejer, Kim Bonde, som bruger bygningerne som autoværksted. Bygningen ligger overfor Kvanløse kirke.
I 1952 vedtog regeringen de internationale regler for vejstribning og vejvæsnet fik til opgave at male striber på alle landets veje. Sammen med ingeniør Nielsen fra Holbæk Amts vejvæsen fik Egon Larsen, der var ansat på Kvanløse Maskinfabrik, ansvaret for udvikling og produktion af Danmarks første selvkørende vejstribemaskine. I en film fra 2010, skabt i samarbejde mellem Holbæk Museum og Danmarks Vej- og Bromuseum fortæller den 85-årige Egon Larsen om den kreative fremstillingsprocess. Han fortæller blandt andet, at vejstribemaskinen blev bygget af reservedele fra en Morris 8 og om den kreative løsning på problemet med at sprøjtedysen stoppede til. Dette løste man ved at sætte en mælkesi i, så den hvide maling ikke klumpede. På samme måde blev der fundet en kreativ løsning til, at gøre de hvide striber selvlysende, som reglerne foreskrev. På maskinen blev der monteret en beholder til glasperler, som blev sprøjtet ud med malingen. Perlerne blev herefter selvlysende, når de blev kørt flade. Maskinen blev også bygget meget smal, så det var muligt for biler at køre forbi, når den var i gang med at male striber på vejen.
Egon Larsen og ingeniør Nielsen arbejdede på maskinen i et halvt års tid, inden den var klar til sin jomfrutur. Maskinfabrikken fremstillede i alt 5 af vejstribemaskinerne, hvoraf 4 blev købt af henholdsvis Sorø, Præstø, Bornholm og Ribe Amt. Den første er i dag i Danmarks Vej- og Bromuseums forvaring. Filmen kan købes hos Holbæk Museum for 50 kr.

## Kvanløse & Omegns Beboerforening
Da Kvanløse skole blev nedlagt den 1. november 1977, blev der skabt en støtteforening for etablering af en friskole, for dermed at kunne beholde Kvanløse skole til lokale formål. Det lykkedes dog ikke, men på et møde i januar 1979 var der en meget stor debat mellem deltagerne og kommunalbestyrelsen om skolens fremtid. Beboerne var ikke tilfreds med, at der ikke kunne findes en løsning. Man blev derimod enige om at undersøge mulighederne for oprettelse af en beboerforening. Det endte med, at Kvanløse Sogns Beboerforening blev dannet og den stiftende generalforsamling blev afholdt den 15. februar 1979.
Det første bestyrelse i beboerforeningen arbejdede med, var muligheden for at foreningen kunne få det tidligere sognerådslokale stillet til rådighed. Det var på 40 m2, men Kommunalbestyrelsen ville ikke love noget. i marts 1979 indkalde kommunalbestyrelsen til beboermøde efter en opfordring fra sognets beboere. Mødet blev det nok største i beboerforeningens historie med 133 deltagende. Men kommunalbestyrelsen ville ikke lade sognerådslokalet være til rådighed. I stedet har beboerforeningen siden 1979 lånt lokaler på den lokale efterskole, Maglesø Efterskole (nu: Concura), der ligger lige udenfor byen. Blandt andet bliver bygningerne benyttet til generalforsamlinger og til tøndeslagning for områdets børn ved Fastelavn. Det årlige bankospil ved juletid har både været holdt på 'skolen' og i lokalernes tilhørende Midtsjællands Golfklub.
Foreningen skiftede i 2022 navn til Kvanløse & Omegns Beboerforening. Foreningens aktiviteter kan ses på hjemmesiden www.kvanlose.dk

## Maglesø Efterskole (nu Concura)
Maglesø Efterskole blev oprettet 1979 i bygningerne fra en tidligere kommuneskole i Kvanløse, 10 km syd for Holbæk mod Sorø. Skolen var ikke tilknyttet nogen form for bevægelser eller specielle ideologier og henvender sig til bogligt svage elever, der er skoletrætte eller har indlæringsvanskeligheder. Efterskolen gik desværre konkurs i 2013. Bygningerne ejes i 2022 af fonden Concura, der bl.a. har STU (Særligt Tilrettelagt Undervisning) på stedet.

## Kvanløse Kirke
Midt i byen ligger Kvanløse Kirke, der hører til Nørre Jernløse-Kvanløse Pastorat, hvor Samuel Leth-Larsen er præst. Kvanløse Kirke er den eneste kirke i Kvanløse sogn. Udover de sædvanlige gudstjenester, konfirmationer, dåbe, bryllupper og begravelser er der en række andre arrangementer, der vedrører Kvanløse Kirke og Sogn. Kirken er tæt forbundet med Nørre Jernløse Kirke, hvor størstedelen af arrangementerne afholdes. Her samt på præstegården afholdes mange arrangementer, blandt andet børnegudstjenester, ugentligt mødes børnekoret "Salmecyklen", der er sang og rytmik for babyer, 3. klasserne på den lokale skole kan få et indblik i kirken med "Minikonfirmander" og meget mere.
I Kvanløse kirke er det samtidig en tradition, at der efter gudstjenesten den første søndag i advent tændes lys på det store juletræ på kirkens parkeringsplads, hvorefter der er bankospil om juleænder på enten skolen eller Midtsjællands Golfklub - dette arrangeret i et samarbejde mellem Kvanløse & Omegns Beboerforening og menighedsrådet.